# Peonaje

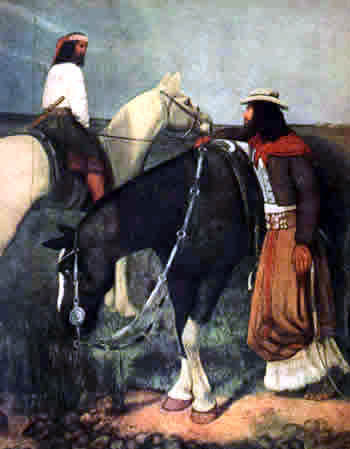
Capataz y peón de campo de Prilidiano Pueyrredón (1823 - 1870)

Peonaje es la denominación del proceso de conformación del sistema de mano de obra asalariada, inicialmente agrícola y por periodos con rasgos de servidumbre feudal, en Hispanoamérica. El término se deriva de peón, con sus acepciones de «jornalero», «peatón», «soldado de infantería», «trabajador no calificado». El peonaje surgió de la crisis de la encomienda, un tipo de servidumbre impuesta a los indígenas en las colonias españolas. Se trata de proceso oscilante, tendiente a la proletarización en las épocas de bonanza y a la «campesinización» (inquilinaje) en las épocas de recesión económica.

## Antecedentes
Los colonos del siglo XVI creyeron que la forma laboral óptima para realizar su objetivo de poner en práctica una producción masiva era la «esclavitud de conquista», es decir, gastar sin miramientos el potencial de trabajo de los pueblos conquistados. Este sistema de «servicios personales» fue característico de las primeras décadas del dominio colonial español. Sin embargo no contaba con la necesaria legitimación política e ideológica, ni podía resultar económicamente practicable en el largo plazo, por el exterminio de la población laboral que implicaba. Los «domínicos, primero; los jesuitas, más tarde; toda la iglesia y, finalmente, el rey, se opusieron». Se elaboró un nuevo sistema de trabajo: la encomienda.

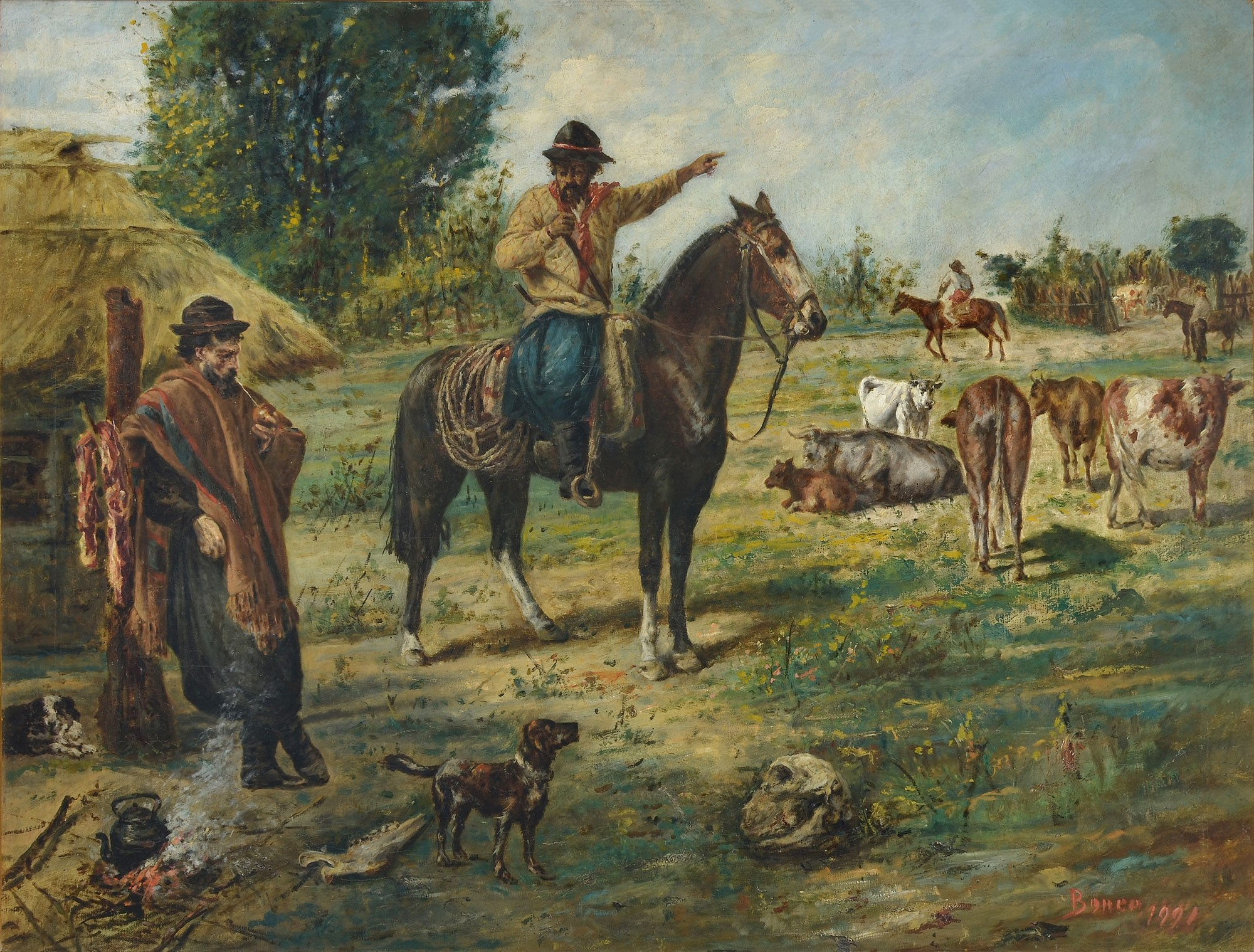
Capataz y peón rebelde de Martín León Boneo, 1901.

El rey de España reconoció a los indios americanos como súbditos legítimos, con lo que se desconocía, por edicto, su soberanía propia, y se les confería una sujeción 'europea' que impedía a los conquistadores administrar sin más a los indígenas en terreno. Los nuevos súbditos quedaban obligados a pagar «un cierto tributo anual, que podía ser cancelado en dinero, o en productos, o en trabajo». La recolección de estos tributos fue cedida, por períodos, a los conquistadores más distinguidos. El sistema así creado representó una solución de compromiso entre los empresarios coloniales y los funcionarios de la corona y la iglesia. Su implementación en terreno tendió muchas veces a asimilarse al régimen de «servicios personales», es decir, al pago del tributo en trabajo. Sin embargo, los indios «de encomienda» (no los indios «de guerra») ya nunca más fueron de propiedad del encomendero, lo que, al no tratarse de bienes transables, más bien invitaba a su exterminio en el trabajo, promoviendo, por otro lado, el tráfico y uso de esclavos africanos (que, por no ser 'súbditos', sí se podían esclavizar).
Los servicios personales a los encomenderos fueron prohibidos a partir de 1570, perdiendo importancia la institución de la encomienda, la que fue abolida totalmente en 1720. En ese período, la encomienda fue siendo reemplazada por formas de trabajo asalariado forzoso y los indios se asignaron a determinados colonos, según las necesidades de estos últimos, que se siguieron llamando repartimientos o se conocieron bajo denominaciones regionales, como cuatequil en México.
Durante todo el siglo XVII, los empresarios coloniales siguieron prefiriendo, en materia de mano de obra, las formas intermedias entre la esclavitud y el trabajo a contrata. Seguían dispuestos a pagar grandes sumas por esclavos indios, prisioneros de guerra, por ejemplo de la Guerra de Arauco o similares, como también esclavos africanos, en lugar de emplear a los trabajadores «inapropiables», colonos pobres y mestizos, que solían sufrir una existencia de vagabundos. Fue recién en el siglo XVIII en que las masas vagabundas comenzaron a ser integradas al núcleo de la economía colonial. Este proceso adoptó, esencialmente, la forma de trabajo asalariado y los trabajadores comenzaron a denominarse «peones» o «gañanes».

## Peonaje por deudas
El peonaje era un privilegio por el que el terrateniente podía retener a los peones y obligarles a trabajar gratuitamente en sus haciendas hasta la completa cancelación de las deudas que hubiesen contraído. Estos empeños, pagaderos con el trabajo futuro, eran, además, transmisibles de padres a hijos, lo que de hecho los convertía en una forma de servidumbre. Este tipo de peonaje se convirtió en constante fuente de abusos ya que, por lo general, era el propio hacendado quien fijaba el valor del trabajo, así como el de las mercancías en las tiendas de raya o pulperías de la hacienda. Por otra parte, «ser un peón por deudas, no era menos deseable que ser un arrendatario o un aparcero precario». Suele considerarse como una de las causas de la inestabilidad social y política de México durante todo el siglo XIX y comienzos del siglo XX, cuando fue derogado su carácter transmisible y, finalmente, abolido.

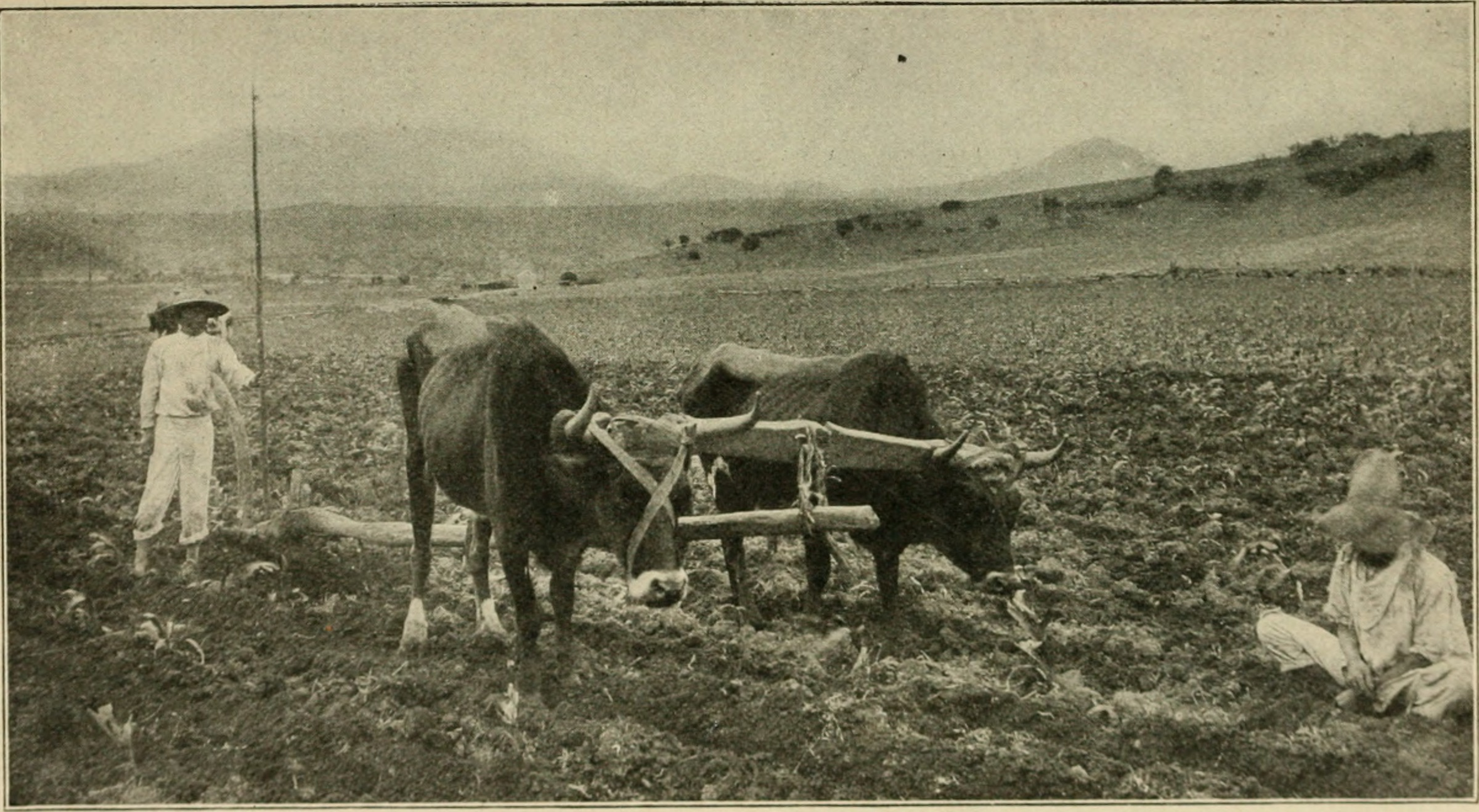
México 1911.

## Hacienda, inquilino, peón, afuerino temporero
En la típica hacienda colonial el inquilino o arrendatario proporcionaba la fuerza de trabajo permanente, establemente ligada al predio, mientras que para los momentos álgidos de las faenas agrícolas se contrataban temporalmente peones, en general «afuerinos», es decir, que el resto del año residían a distancias relativamente grandes, muchas veces en regiones menos fértiles, para suplir las crecidas necesidades de mano de obra. Pero también existían necesidades de tipo intermedio, de contratar trabajadores para labores ocasionales, fuera de las épocas de faenas cruciales (cosecha, etc.). Para estos efectos, las haciendas solían contar con poblados cercanos, así como con zonas de minifundio, muchas veces surgidos de lo que habían sido los pueblos de indios. Entre los «arrendatarios» que pagan su canon en dinero y los jornaleros que reciben su paga en dinero existían transiciones dinámicas, determinadas por los requerimientos económicos del momento y mediadas por pagos en trabajo, en especies y en derechos de tierras. Este hecho lleva a que el término «peonaje» a veces se utilice también para el caso de los arrendatarios con pago en trabajo (régimen que también recibe distintos nombres — inquilinaje, yanaconazgo, huasipungo — de acuerdo a las tradiciones de cada región).

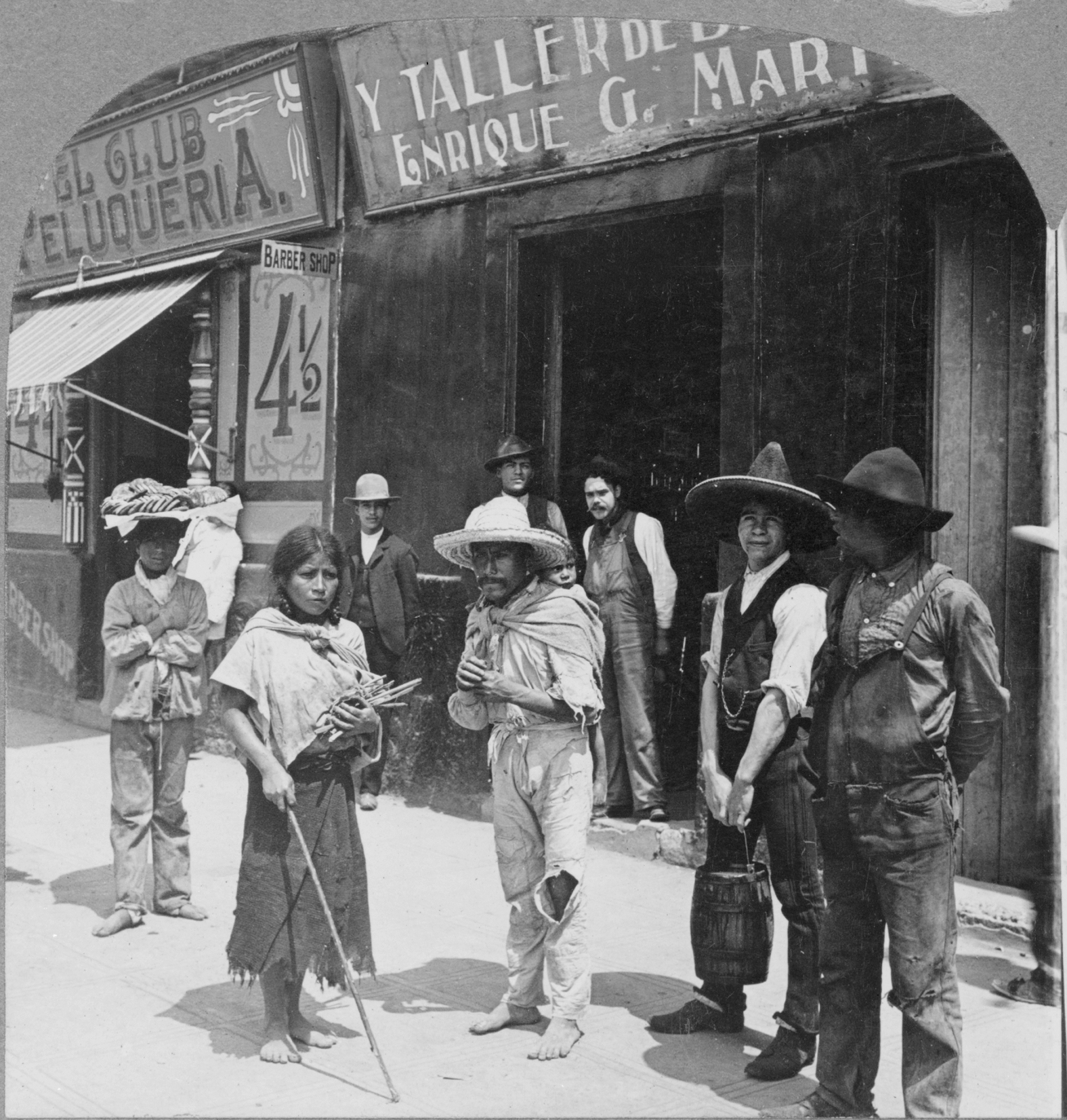
Familia de peones de visita en Ciudad de México, Chicago : Globe Stereograph Co., alrededor de 1906.

## Mercado laboral, coacción, rebelión
En Hispanoamérica, en general, el término «peón» designa una variedad de trabajadores pobres, asalariados o semi-asalariados. Según un censo de 1744, en el norte de Buenos Aires, aparte de existir peones que son pequeños propietarios agrícolas que se ven obligados a emplearse a fin de complementar sus pobres cosechas, hay otros sin más propiedad que su vestimenta y, acaso, uno o dos caballos. Los primeros son semiproletarios; los segundos son proletarios o cuasiproletarios, debido a que disponen únicamente de su salario y muchas veces no disponen de herramientas propias. Los ocasionales intentos de uno u otro gobierno de lograr una «mejora» del comportamiento laboral de la peonada fracasaron sistemáticamente. Así, por ejemplo, en la región argentina del Río de La Plata, la esclavitud fue reemplazada por variedades de trabajo asalariado libre y el «peonaje por deudas» no jugó aquí un papel relevante. Sin embargo, al considerarse delito la «vagancia», se utilizó por períodos el recurso de exigir a los trabajadores agrícolas la papeleta de conchabo.
En ciertos períodos históricos, en la época de las guerras de independencia hispanoamericanas o en la de las guerras civiles argentinas, la masas de peones vagabundos se confundieron e integraron a las facciones armadas en pugna, al bandidaje y al cuatrerismo. Aunque con períodos menos agitados, el peonaje se mantuvo en esencia hasta las reformas agrarias del siglo XX en Hispanoamérica, que pusieron término al latifundio. A partir de fines de ese siglo, la fuerza de trabajo agrícola se encuentra proletarizada en su mayor parte, laborando en plantaciones de la agroindustria, y sus integrantes ciertamente continúan como temporeros migrantes o «afuerinos».